# Temple de la Grue Blanche
 (signalé en mai 2025).
Si vous disposez d'ouvrages ou d'articles de référence ou si vous connaissez des sites web de qualité traitant du thème abordé ici, merci de compléter l'article en donnant les références utiles à sa vérifiabilité et en les liant à la section « Notes et références ».
- Archive Wikiwix
- Bing
- Cairn
- DuckDuckGo
- E. Universalis
- Gallica
- Google
- G. Books
- G. News
- G. Scholar
- Persée
- Qwant
- (zh) Baidu
- (ru) Yandex
- (wd) trouver des œuvres sur Wikidata

Le temple de la Grue Blanche, nommé Ching Chu, est un temple supposé s'être trouvé sur la montagne Kaifeng[Quoi ?], et connu pour être le berceau du Bai he quan.

## Lieu
Le temple aurait été situé au Fujian, ou sur la montagne Kaifeng[Quoi ?] à la frontière du Sichuan et du Yunnan, dans un endroit avec beaucoup de grues blanches.

## Histoire

### Origine du nom
Vers 1700 du calendrier bouddhiste, vers le temple, Fang Chi Niang[Qui ?] sèche des graines. Une grue blanche commence à manger les graines. Fang essaye de la faire fuir mais elle revient à chaque fois. Puis elle essaye de la dresser avec l'aide de son père (Fang Hui), mais la grue part. Quelques jours plus tard, la grue revient et Fang cherche à en apprendre son style martial, le Bai he quan.

### Personnes célèbres
Après 1644, Ng Mui (une des 5 rescapés de la destruction du monastère Shaolin) y organise des attaques contre les Mandchous (armée Qing). Elle y rencontre Yim Wing Chun, à qui elle apprend le Wing Chun.
Vers 1700, Fang Chi Niang est à l'origine du nom du temple. Elle et sa famille s'y réfugient des attaques de l'empereur Lei Fu Show sur la montagne Ching Chea.
Le maître d'arts martiaux Lee Kiang Ke (1903-1992) vit 4 ans au temple, où Chang[Qui ?] lui apprend « L'héritage des 9 moines ».